# Розмарин лекарственный
Розмари́н лека́рственный, или Розмари́н обыкнове́нный (лат. Rosmarínus officinális) — вид полукустарниковых и кустарниковых вечнозелёных растений рода Розмарин (Rosmarinus) семейства Яснотковые (Lamiaceae).
В русском языке розмарином называют и вид Розмарин лекарственный Rosmarinus officinalis, и род Розмарин Rosmarinus.

## Распространение и экология
В диком виде произрастает в Северной Африке (Алжир, Ливия, Марокко, Тунис), Турции, на Кипре; в Европе произрастает в южной части — в Сербии, Хорватии, Словении, Македонии, Черногории и Боснии и Герцеговине, Греция, Италия, Португалия, Испания, юг Франции. Он любит сухие склоны, растет преимущественно в горах. В 1813 г. высажен на территории Никитского ботанического сада и с тех пор возделывается в Крыму как культурное растение.

## Ботаническое описание

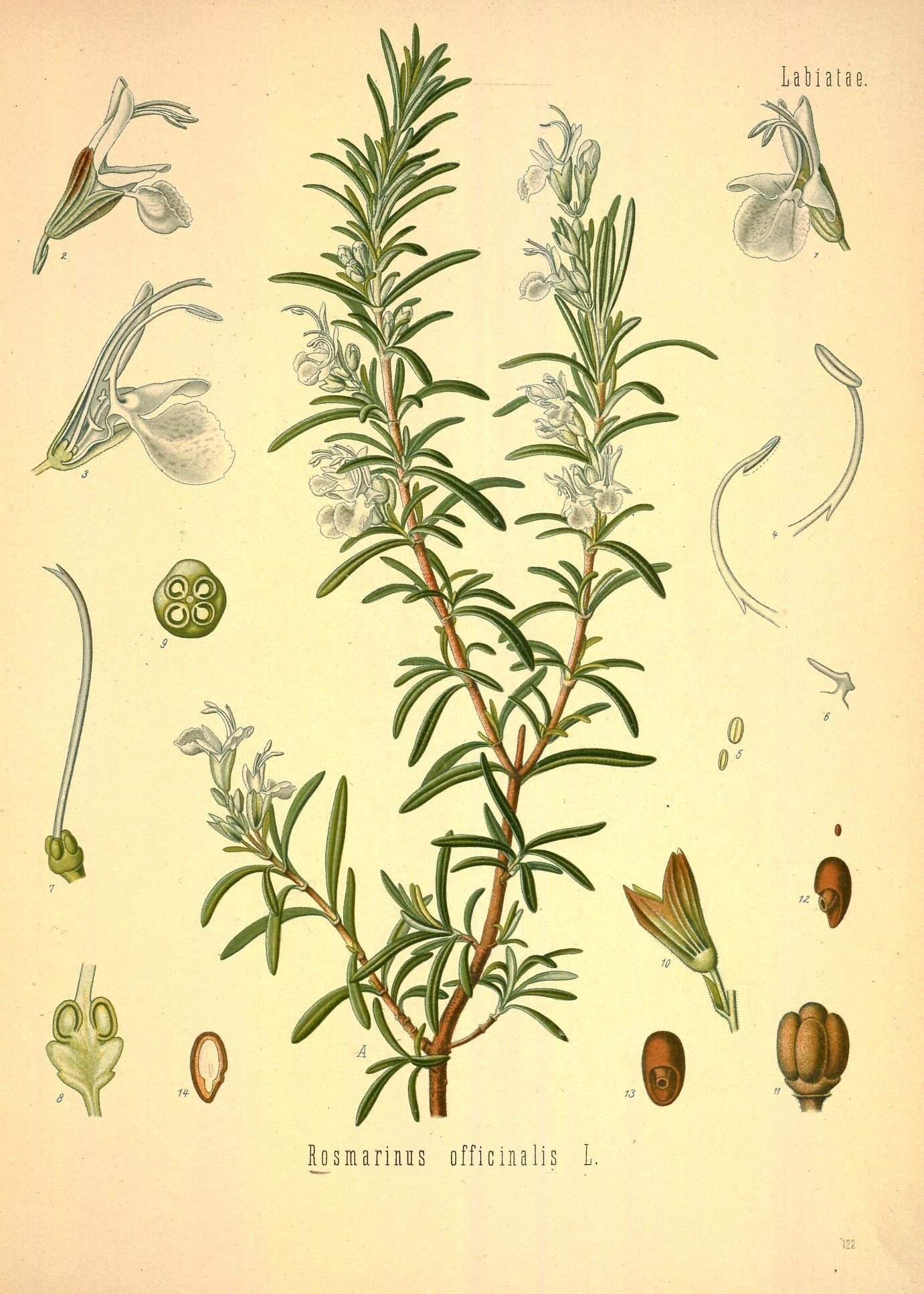
Розмарин лекарственный.

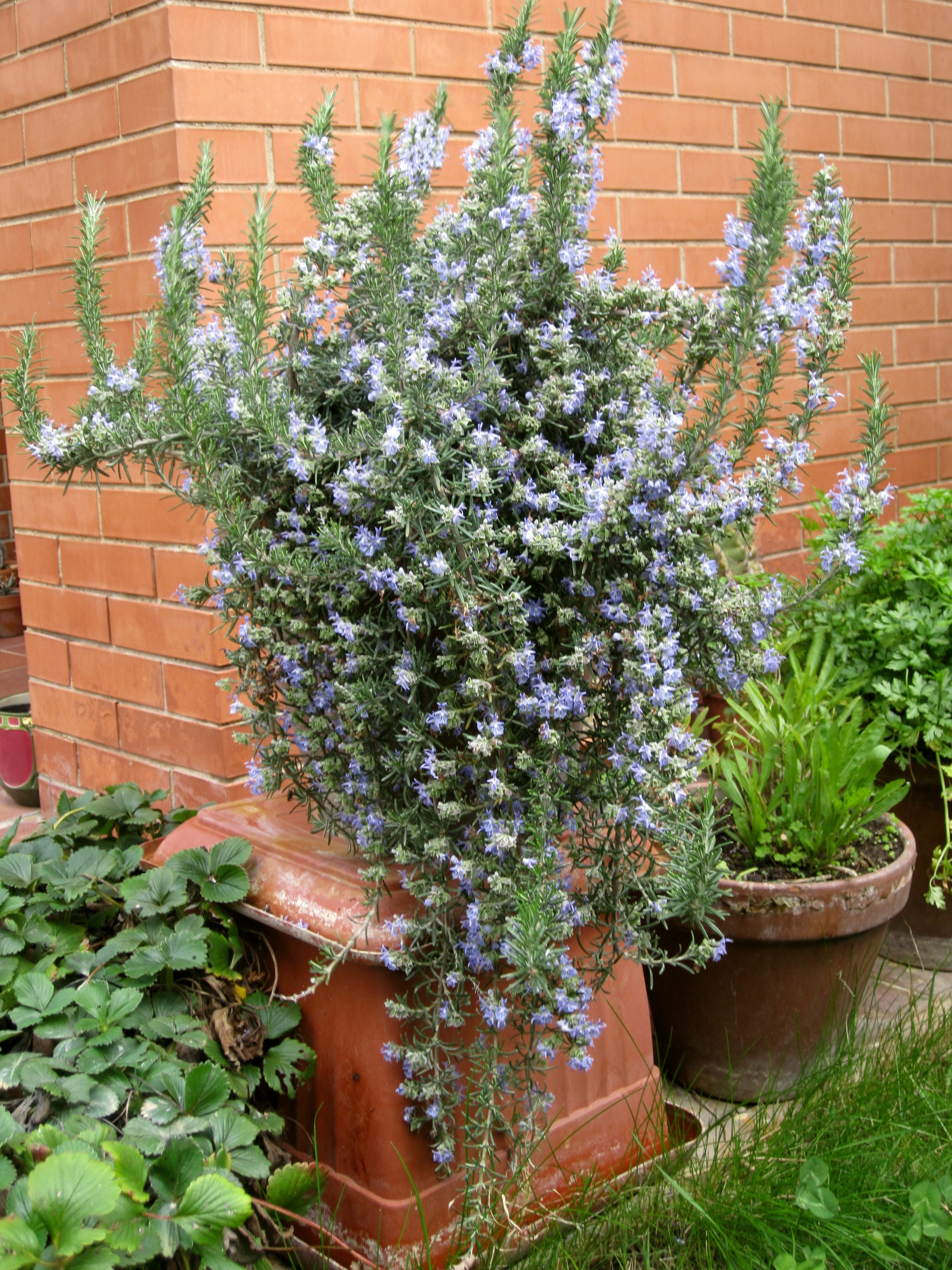
Распростёртая форма розмарина обыкновенного

Представители вида — кустарники высотой 50—200 см.
Молодые ветви тупочетырёхгранные, опушённые.
Листья на очень коротких черешках, вечнозелёные, линейные, на конце тупые, по краям завёрнутые, толстоватые.
Цветки почти сидячие в 5—10-цветковых ложных кистях на концах коротких побегов; венчик сине-фиолетовый, снаружи слегка опушённый; верхняя губа выемчатая, нижняя чуть длиннее верхней, с крупной, по краям зубчатой средней лопастью.
Плод — округло-яйцевидный, гладкий, буроватый орешек.
Цветёт в апреле — мае. В Израиле цветение может продолжаться до ноября. Плоды созревают в сентябре.

## Химический состав
В листьях розмарина найдены алкалоиды (розмарицин), урсоловая и розмариновая кислоты, дубильные вещества и др. Не ядовит.
В листьях, цветках и верхних частях побегов содержится эфирное (розмариновое) масло, его выход в зависимости от места произрастания растения — 0,3—1,2 % (на сырую массу). Накопление масла в листьях имеет два максимума: в период полного цветения и в период осыпания плодов. В состав эфирного масла входят α-пинен (30 %), камфен (20 %), цинеол (10 %), борнеол, L-камфора, сесквитерпеновый углеводород (кариофиллен), борнилацетат, лимонен, смолы и горечи.

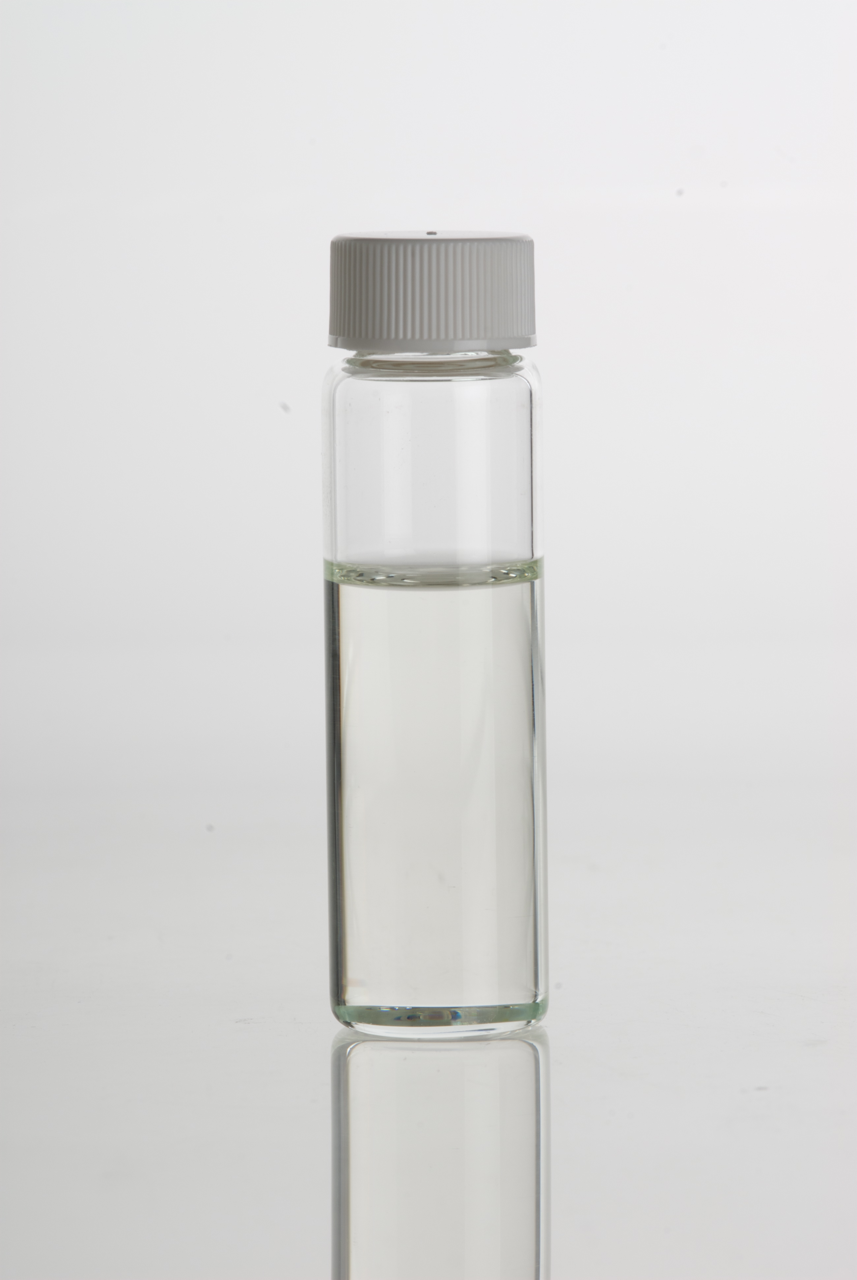
Розмариновое масло

## Значение и применение
Эфирное масло розмарина применяется в парфюмерно-косметической промышленности; листья, цветки и молодые побеги — в ликёроводочной и хлебопекарной отраслях промышленности.
Несмотря на южное происхождение, розмарин с достаточным успехом выращивается в средней полосе России. Поскольку растение очень теплолюбиво и при самых незначительных понижениях температуры вымерзает, лучше всего выращивать его в кадке, чтобы зимой перенести в защищённое помещение с температурой не ниже +5 °C.
Благодаря своим размерам и красивой коре розмарин прекрасно подходит для выращивания бонсай, причём во всех японских стилях.

### Применение в кулинарии

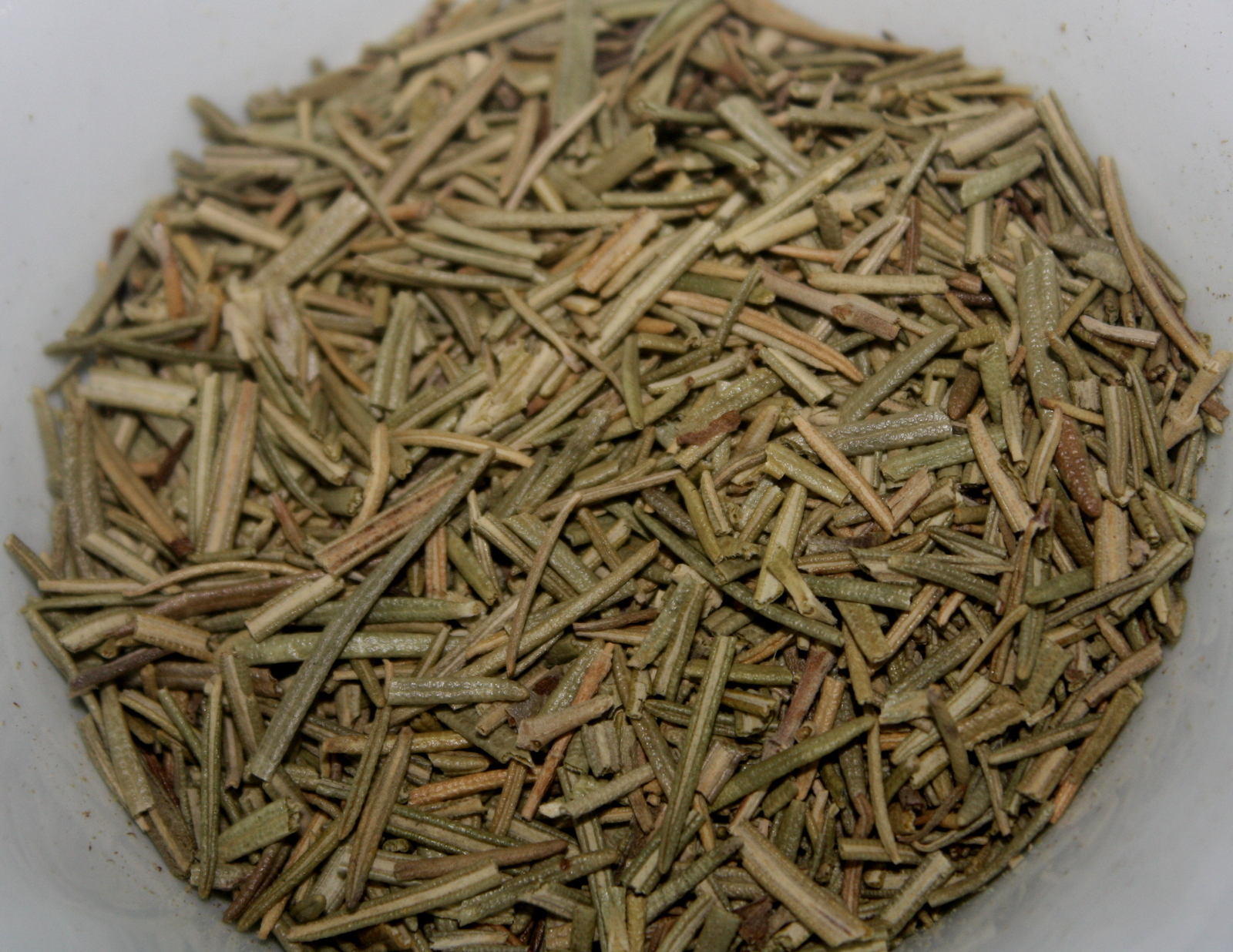
Сушеные листья

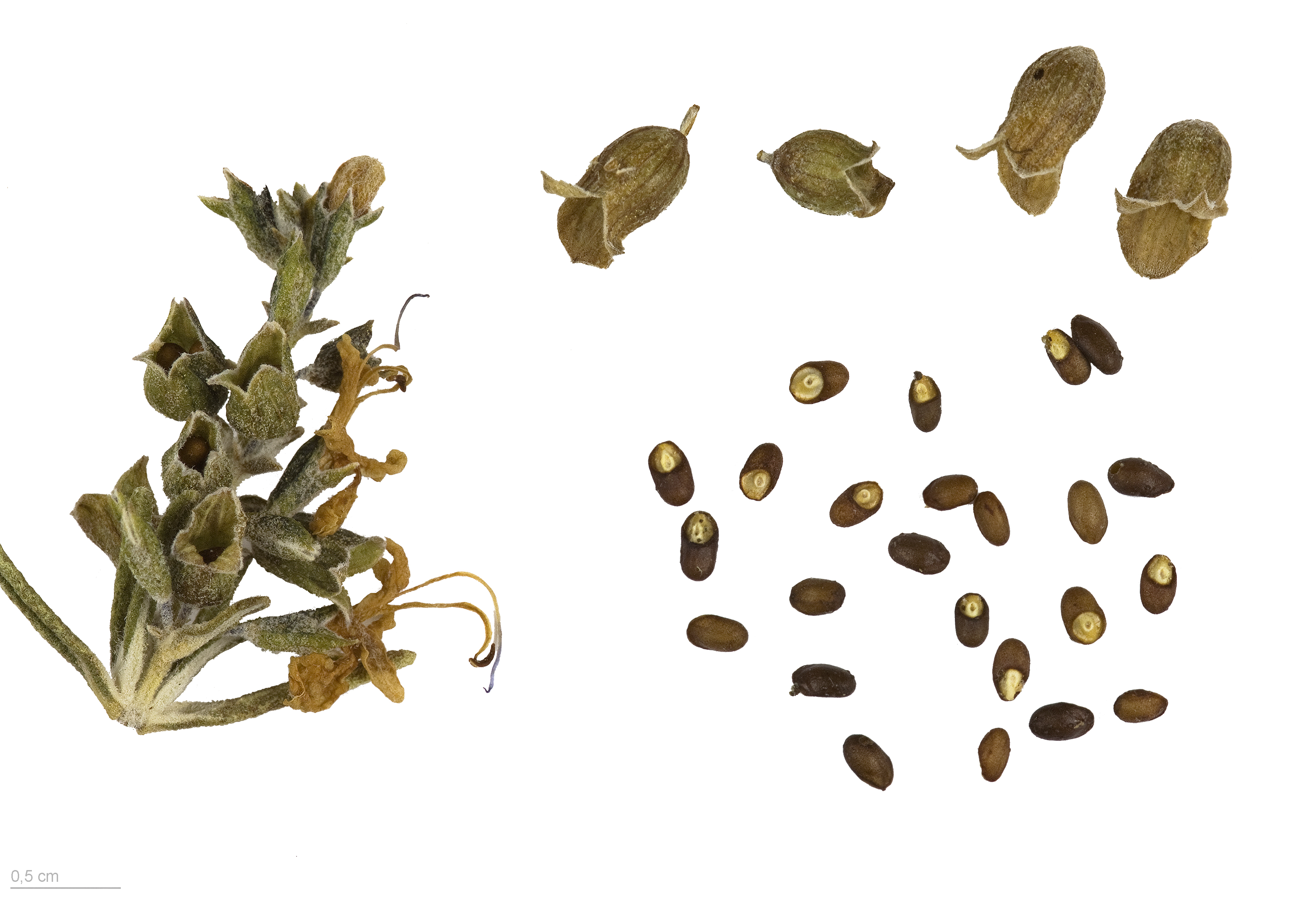
Плоды и семена

Розмарин относится к типу классических пряностей. Он широко культивируется в Южной Европе и Северной Африке, в Крыму, на Филиппинах и в Индии.
Розмарин обладает сильным ароматным сладковатым и камфорным запахом, напоминающим запах сосны, и очень пряным слегка острым вкусом. Листья, цветки и молодые побеги в свежем или сухом виде употребляются в качестве пряности для обработки рыбы, в небольшом количестве они добавляются к овощным супам и блюдам, в салаты, мясные фарши, к жареному мясу, жареной птице, к грибам, красно- и белокочанной капусте и к маринадам. Придают приятный вкус мягким сырам, картофелю, мясу дичи, рыбе и сдобному тесту.

Карнозол — фенольный дитерпен найденный в розмарине, защищает кожу от рака, а суставы от воспаления

### Применение в медицине
Использование розмарина в пище способствует повышению выделения желудочного сока, улучшению пищеварения. В клинических экспериментах доказано, что водный настой растения усиливает сокращение сердца, кратковременно повышает кровяное давление, обладает желчегонным и тонизирующим действием, снимает стресс и нервное напряжение. Также было показано положительное влияние водного настоя розмарина (в смеси с лавандой) на больных в постинсультный период, благодаря его свойству улучшать мозговое кровообращение, память и зрение.
Розмарин помогает при простудных заболеваниях: его летучие вещества способны очистить воздух помещения от 80 % находящихся в нём микробов. Он хорошо справляется с такими вредными микроорганизмами, как стафилококк, стрептококк, кишечная палочка, дрожжевые грибки, а также такими паразитами, как лямблии.
Листья и однолетние побеги розмарина применяли в народной медицине внутрь при аменорее, как вяжущее, тонизирующее при импотенции; седативное — при нервных расстройствах в климактерическом периоде; болеутоляющее — при болях в сердце и желудочных коликах и наружно — при невритах, тромбофлебите, ревматизме, паротите, белях, как ранозаживляющее.
Применяется в современных комбинированных препаратах растительного происхождения (например — Канефрон H).

## Упоминания в литературе
Благотворное влияние розмарина на организм известно с давних времён:
- «Вот розмарин, для памяти; а это анютины глазки, они — чтобы мечтать…» (В. Шекспир).
- «Книга Миддвайских врачей» рекомендует розмарин для лечения нервозности, тошноты и подобных «нездоровых состояний».
- В Европе XVII века розмарин ошибочно считался средством против чумы[5].
- В романе Александра Дюма (отца) «Три мушкетёра» у д’Артаньяна был рецепт целебного бальзама, которым его снабдила матушка. Средство это обладало чудодейственной силой и излечивало любые раны, кроме сердечных, а в композицию бальзама входили вино, масло, розмарин и ещё кое-какие снадобья. Применялся бальзам наружно, то есть для обработки ран. Действие этих ингредиентов было настолько эффективным, что д`Артаньян рекомендовал их раненому Атосу.
- Сервантес в романе «Дон Кихот» упоминает некий бальзам Фьерабраса, в состав которого также входили вино, масло и розмарин. Действие его было весьма сильным, а применяли его внутрь.

## Розмарин как символ

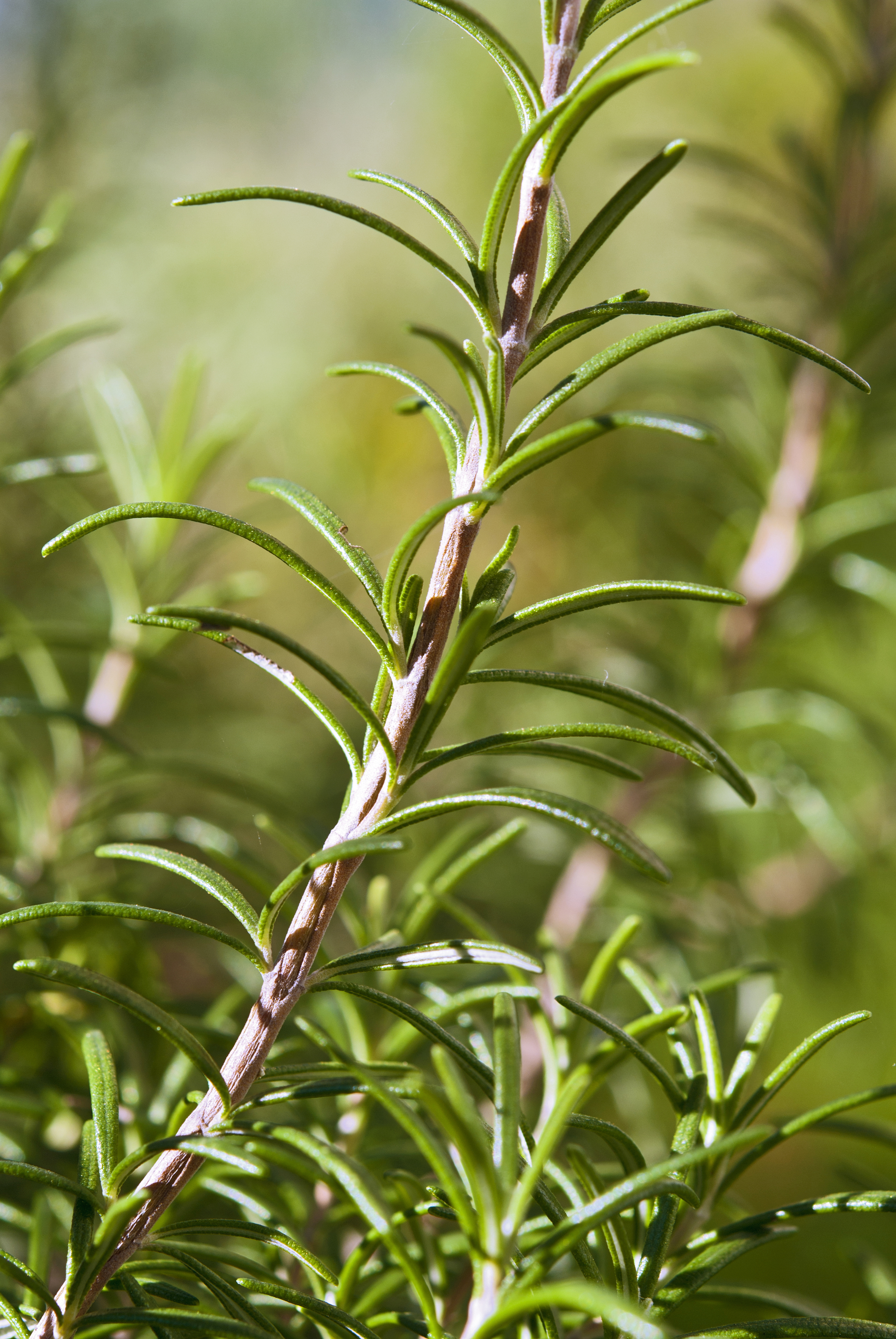
Розмарин лекарственный

В Древней Греции, Риме, Египте и позже в Европе символизировал память. В Древней Греции венок из цветов розмарина клали на могилу, родственникам покойного дарили розмариновые ветви. Египтяне вкладывали в руку покойника ветвь розмарина, считалось, что её аромат скрасит путешествие в страну мёртвых.
Изображение розмариновой ветви часто используется на надгробиях. Его часто воскуряли в церквях во время отпевания вместо слишком дорогого ладана.
Согласно библейским преданиям (источник?), во время путешествия Святого семейства в Египет Дева Мария положила младенца Иисуса на камни под небольшой кустарник с белыми цветочками. Это оказался розмарин, цветки которого превратились из белых в голубые. С тех пор люди связывают голубой цвет с символом божественности, правды и мудрости.
Древние римляне, приписывавшие растению волшебную силу, считали, что столь привлекательный синий цвет розмарин сохраняет благодаря тому, что растёт вдоль берега моря, и морская пена омывает его (отсюда и название кустарника — «морская роса»).
В Элладе розмарин посвящали богине любви Афродите, а в Средние века веточки растения дарили жениху и невесте во время бракосочетания и украшали ими жилище в праздники. В средневековой Франции использовался при церемонии по приёму мастера в цех, который должен был принести с собой новый глиняный или фаянсовый горшок с розмарином, с корнем и с ветвями, увешанными сладостями — засахаренными орехами, апельсинами и другими подходящими фруктами, в зависимости от времени года.

## Классификация

### Таксономия
Розмарин лекарственный входит в род Розмарин (Rosmarinus) семейства Яснотковые (Lamiaceae) порядка Ясноткоцветные (Lamiales).
|  |                                      |  |                                                             |                                                             |                      |  | ещё 22 семейства (согласно Системе APG II) | ещё 22 семейства (согласно Системе APG II) |                            |  |  |  | ещё примерно 3-4 вида |
|  |                                      |  |                                                             |                                                             |                      |  | ещё 22 семейства (согласно Системе APG II) | ещё 22 семейства (согласно Системе APG II) |                            |  |  |  | ещё примерно 3-4 вида |
|  |                                      |  |                                                             | порядок Ясноткоцветные                                      |                      |  |                                            |                                            | род Розмарин               |  |  |  |                       |
|  |                                      |  |                                                             | порядок Ясноткоцветные                                      |                      |  |                                            |                                            | род Розмарин               |  |  |  |                       |
|  | отдел Цветковые, или Покрытосеменные |  |                                                             |                                                             | семейство Яснотковые |  |                                            |                                            | вид Розмарин лекарственный |  |  |  |                       |
|  | отдел Цветковые, или Покрытосеменные |  |                                                             |                                                             | семейство Яснотковые |  |                                            |                                            |                            |  |  |  |                       |
|  |                                      |  | ещё 44 порядка цветковых растений (согласно Системе APG II) | ещё 44 порядка цветковых растений (согласно Системе APG II) |                      |  |                                            | ещё около 210 родов                        | ещё около 210 родов        |  |  |  |                       |
|  |                                      |  |                                                             | ещё 44 порядка цветковых растений (согласно Системе APG II) |                      |  |                                            |                                            | ещё около 210 родов        |  |  |  |                       |